# Louis Van Tilt
Louis Pierre Paul Van Tilt (Leuven, 28 maart 1875 - Holsbeek, 3 augustus 1942) was een Belgisch militair, schutter en politicus. 

## Levensloop
Van Tilt vocht mee aan het front in de Eerste Wereldoorlog. Hij bereikte de rang van kolonel.
Tweemaal nam hij deel aan de Olympische Zomerspelen. In 1920 te Antwerpen behaalde hij met het Belgisch team (voorts bestaande uit Edouard Fesinger, Joseph Cogels, Émile Dupont, Henri Quersin en Albert Bosquet) een zilveren medaille in het onderdeel 'kleiduifschieten in team'. Op de Spelen van 1924 te Parijs werd hij in deze discipline samen met Émile Dupont, Henri Quersin, Albert Bosquet, Jacques Mouton en Louis D'Heur vierde.
Van Tilt verwierf in 1914 het familiedomein in Holsbeek. Van deze Brabantse gemeente was hij van 1931 tot 1938 burgemeester.